# Kluang
Kluang ist eine Stadt in Malaysia mit 323.762 Einwohnern (Stand: 2020).
Sie liegt im Bundesstaat Johor.

## Bevölkerungsentwicklung
| Jahr      | 1991    | 2000    | 2010    | 2020    |
| Einwohner | 224.424 | 255.601 | 288.357 | 323.762 |